# 小行星17265
小行星17265（17265 Debennett）是一颗绕太阳运转的小行星，为主小行星带小行星。该小行星于2000年5月6日发现。

## 轨道参数
小行星17265的轨道半长轴为2.2959960 UA，离心率为0.131。